# Domingos Dias Coelho e Melo
Domingos Dias Coelho e Melo, primeiro e único barão de Itaporanga (Sergipe, c. 1785 — Sergipe, 11 de abril de 1874) foi um nobre brasileiro e grande proprietário de terras em Sergipe.
Foi membro da junta governativa sergipana de 1822-1824.

## Biografia
Filho de Domingos Dias Coelho e Melo e de Maria Teresa de Jesus, casou-se com Maria Micaela Dantas e Melo, e teve como filhos Antônio Dias Coelho e Mello (o Barão de Estância), Francisco Dias Coelho e Mello, e Maria Luisa Viana Basto. Senhor de Engenho proeminente desde o século XVIII, foi membro da primeira junta governativa de Sergipe, leal à Independência em 1822, descende diretamente de Diogo da Rocha e Sá, sobrinho de Mem de Sá, terceiro Governador-Geral do Brasil, e primo de Estácio de Sá, fundador do Rio de Janeiro em 1565, também sobrinho de Mem de Sá, os quais chegaram à Bahia em 1557. Pelo lado materno, no século XVI, descende de Inês Barreto, filha de Egas Moniz Barreto, tronco familiar basilar na Bahia e no Rio de Janeiro do século XVI, primórdios da colonização. Em inícios do século XVIII seu ascendente Domingos Dias Coelho casou-se nos Vieira de Mello, de Pernambuco e seu filho, Domingos Dias Coelho e Mello (II) nos (Maciel de) Sá, um dos três ramos dos Sá no Brasil, com terras em Sergipe desde o século XVI.
Foi agraciado barão em 14 de março de 1860.